# Дреново (Софийская область)
Дреново (болг. Дреново) — село в Болгарии. Находится в Софийской области, входит в общину Костинброд. Население составляет 77 человек (2022).

## Политическая ситуация
Дреново подчиняется непосредственно общине и не имеет своего кмета.
Кмет (мэр) общины Костинброд — Красимир Вылов Кунчев (Болгарская социалистическая партия (БСП)) по результатам выборов.